# صبي وغليون (لوحة)
الصبي والغليون (بالانجليزية Garçon à la pipe) هي لوحة رسمها بابلو بيكاسو في عام 1905، خلال «الفترة الوردية» عندما كان يبلغ من العمر أربعة وعشرين عامًا وانتقل لتوه إلى حي مونمارتر في باريس٬ فرنسا. الرسم الزيتي على قماش، وتصور اللوحة صبيًا باريسيًا يرتدي ملابس زرقاء وعلى رأسه باقة من الورد ويمسك بيده اليسرى غليوناً. 
وقد اشتهرت اللوحة في مزاد عام 2004 بمبلغ 104 ملايين دولار، وهو سعر يعتبره الكثير من النقاد الفنين غير متوافق مع الجدارة الفنية الفعلية.

## وصف
لوحة زيتية على قماش٬ لصبي يرتدي بذلة زرقاء، ويحمل بيده اليسرى «غليوناً» يكاد يلاصق الحافة اليمنى من صدره، ويعتمر «إكليلاً من الزهور»، وفي المشهد الخلفي هناك «باقتان من الزهور» تسبحان في مناخ وردي.

## اقرأ أيضاً
- بابلو بيكاسو
- الفترة الزرقاء
- قائمة أغلى الرسومات الفنية

## روابط خارجية
- بي بي سي نيوز - من يشتري لوحات ب 104m دولار?[وصلة مكسورة]